# بيلاش بالوف
بيلاش بالوف (بالمجرية: Balogh Balázs)‏ هو لاعب كرة قدم مجري، ولد في 21 يوليو 1982 في بودابست في المجر. لعب مع كووبيون بالوسيورا ونادي بفورتسهايم .1 ونادي فاساس.